# Charles Taze Russell
Charles Taze Russell (Pittsburgh, 16 de febrer, 1852 - 31 d'octubre, 1916) fou un pastor estatunidenc d'influència mil·lenarista. Fou el fundador de la Societat Watch Tower Bible and tract Society i de la revista The Watchtower (La Talaia), primer representant dels estudiants de la Bíblia, grup del qual sortirien els Testimonis de Jehovà.

## Biografia
Les famílies Conley i Russell es van conèixer en les reunions adventistes celebrades per Jonas Wendell, George Stetson i George Storrs a Pittsburgh i entre 1870 i 1874 forma part d'un grup de cinc membres originals dels Estudiants de la Bíblia la Bíblia, i en 1877 contacta amb Nelson H. Barbour i publiquen junts un llibre titulat "Three worlds or Plan of Redemption" (Tres Mons o Pla de Redempció) on proposen la data del 1914 com la fi dels temps dels gentils. En 1879 edita la revista Zion's Watch Tower and Herald of Christ's Presence i es casa amb Maria Frances Ackley, amb qui no tingué fills i es separa en 1908. En 1881 és un dels fundadors de la societat Watch Tower Bible and tract Society, fent de secretari i tresorer i que presideix inicialment William Henry Conley i de la que és nomenat president en 1884. En 1910 Russell visita Palestina i Rússia amb la finalitat de supervisar els assentaments jueus, l'any següent viatja al Japó, Xina, Corea i l'Índia i per segona vegada visita els jueus a Palestina i Galatea. El 31 d'octubre de 1916 morí en una gira a Pampa (Texas) amb seixanta-quatre anys.

## Obres
Llibres publicats:
- The Object and Manner of the Lord's Return ("L'objectiu i la manera del retorn del Senyor") any 1877.
- Three Worlds, and the Harvest of This World, any 1877.
- Three Worlds Tract, any 1877.
- Food for Thinking Christians any 1881, 1884.
- The (Divine) Plan of the Ages, any 1886, 1891, 1895, 1898, 1901-20, 1923-7.
- The Time is at Hand any 1889.
- Thy Kingdom Come any 1891
- The Day of Vengeance - posteriorment titulat The Battle of Armageddon any 1897.
- The Bible versus The Evolution Theory, any 1898.
- The At-one-ment Between God and Men any 1899.
- The New Creation any 1904.

## Cronologia escatològica de Charles Taze Russell

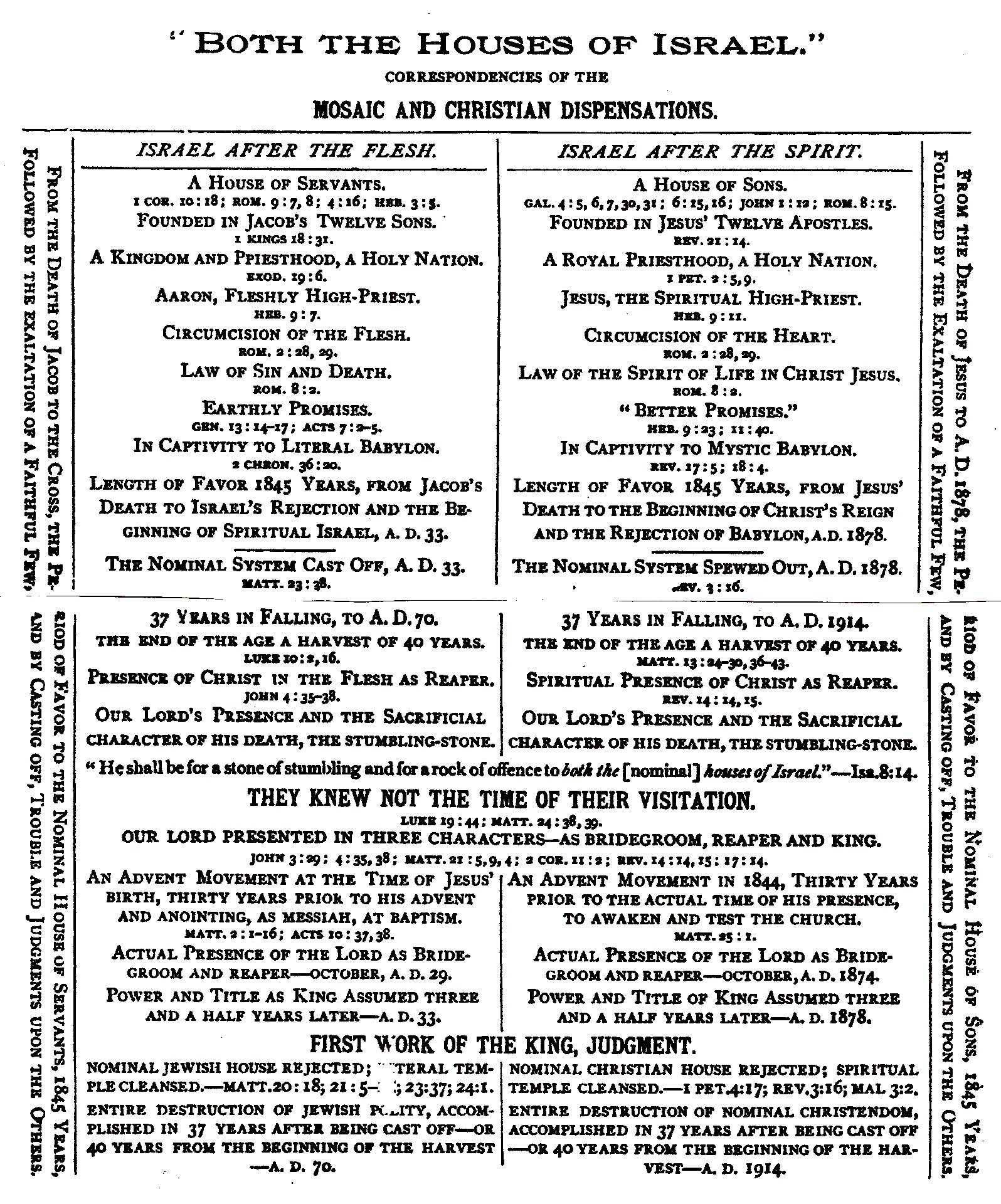
Cronologia de Russell

El fundador dels Testimonis de Jehovà, Charles Taze Russell, l'any 1876, després del seu contacte amb el pastor adventista Nelson H. Barbour, en la seva literatura defensava la següent cronologia escatològica:
- 1799 Inici dels últims dies
- 1873 6.000 anys de la creació d'Adam
- 1874 Presència invisible de Jesucrist (parusia),[4]
- 1914 La fi del sistema actual

Posteriorment Russell va escriure:
"Per tant, un cop que s'entén aquesta data, sens dubte, fixarà la data o temps en què el Senyor apareixerà per segona vegada. Aplicant la mateixa regla d'un dia per un any, 1.335 anys després del 539 ens porten fins a l'any de 1874 E.C., en aquest temps, d'acord amb la Cronologia Bíblica, és la data per la segona presència del Senyor... Tot aquell que estigui buscant la veritat trobarà aquest punt detalladament explicat en els Volums 2 i 3 dels Estudis de les Escriptures".
En els seus escrits va predir que la fi del sistema de governs actual esdevindria l'any 1914. Segons la profecia de Daniel (Daniel 4:10-17) els set temps simbòlics acabarien el 1914 quan els regnes d'aquest món serien destruïts en la gran batalla d'Harmagedon i encetaria un nou mil·lenni governat per Jesucrist.
Quan arribà l'any 1914 i no es compliren els seus auguris, va argumentar que la presència de Jesucrist era invisible i que el Regne de Déu havia començat en el cel.

## Interès en la piràmide deGuiza(Kheops)

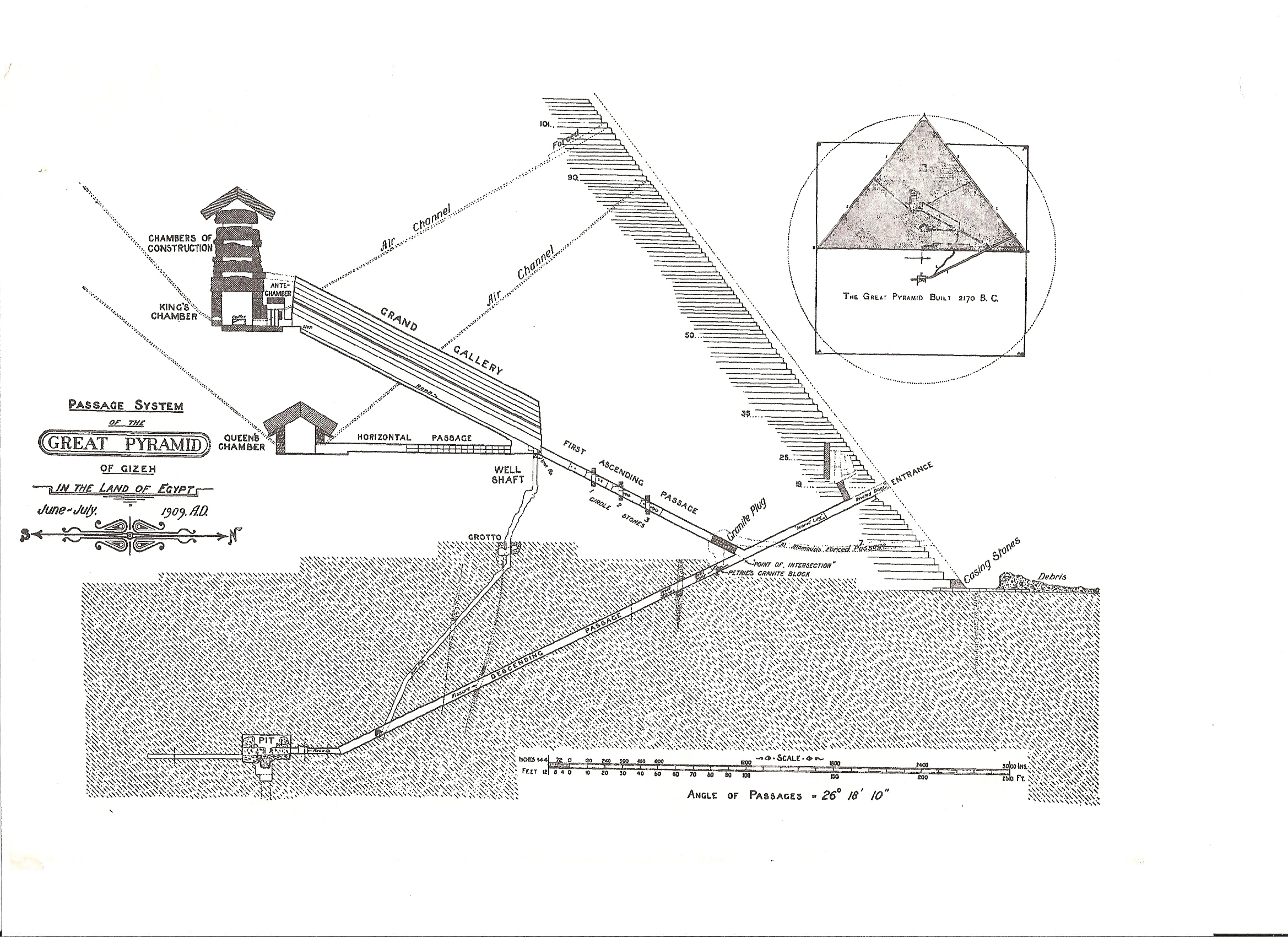
Esquema dels passadissos de la Gran Piràmide

Russell adopta de l'astrònom Charles Piazzi Smyth i del pastor luterà Seiss la creença que la Gran Piràmide de Guiza corroborava períodes bíblics de temps antics i que era "el Testimoni de pedra" esmentat en la bíblia a (Isaïes 19:19-22). Russell visità la gran piràmide egípcia dues vegades.
Text escrit per Russell:
«... Aquesta mesura és de 1.542 polzades i ens assenyala l'any 1542 aC, com la data marcada per aquest punt. Mesurant a continuació el "passatge d'Entrada", a partir d'aquest punt, cap avall, per trobar la distància fins a l'entrada del "fossar", representant la tribulació i la destrucció per les quals s'ha de finalitzar aquesta època, quan el mal serà desposseït del seu poder, ens trobem que és de 3.457 polzades que simbolitzen 3.457 anys des de la data de 1542 aC. Aquest càlcul assenyala a 1915 dC com marcant el punt de partida del període de patiment, ja que 1542 aC més 1.915 anys dC ens donen 3.457 anys. Així la Piràmide testimonia, en l'octubre de 1914, començarà el temps de tribulació tal com no hi ha hagut mai a cap nació, ni tornarà a succeir. Es nota que aquest "Testimoni" corrobora totalment el de la Bíblia en aquest aspecte com s'ha demostrat a través de les Dispensacions paral·leles del Volum II, cap. 7 dels Estudis de les Escriptures».
Després de la seva mort, el 31 d'octubre de 1916 es va posar un monument commemoratiu en forma de piràmide en el cementeri on va ser enterrat, que encara avui es pot veure en el Cementiri Rosemont United.

## Successió
Russell mort a Texas el 31 d'octubre de 1916, en el seu testament va nomenar cinc directors com a successors en la direcció de la societat i cinc membres més com suplents. El 1917, el jutge Rutherford després d'un conflicte intern, revoca quatre dels directors nomenats per Russell. Rutherford, únic candidat, serà proclamat com a president de la societat Watch Tower el gener de 1917. A poc a poc, Rutherford abandona el sistema dels Estudis de les Escriptures. També canviarà moltes creences, ensenyaments i mètodes de Russell.

## Russell i lamaçoneria
Alguns grups evangèlics qualifiquen Russell de maçó pels símbols que va utilitzar en la seva literatura. En especial són anomenats la creu i la corona encerclades per fulles de llorer que apareix en molts llibres i revistes publicats quan ell era president. També són qualificats de símbols maçons el disc solar i les ales. Tanmateix, no hi ha cap prova que n'estigués vinculat.

## Influència
Les ensenyances que predicava Russell, foren en gran part apresses d'altres autors de la seva època, en especial del moviment adventista que esdevindria després de William Miller. Dels autors Henry Grew i George Storrs va heretar les doctrines de rebuig a la Santíssima Trinitat, la no immortalitat de l'ànima, i la negació del foc etern de l'Infern. De Charles Piazzi Smyth heretà algunes de les seves teories sobre la gran piràmide. I de Nelson H. Barbour, el seu mestre, va heretar les especulacions profètiques sobres la data de la fi del món i la presència invisible de Jesucrist.